# Die Plappertasche

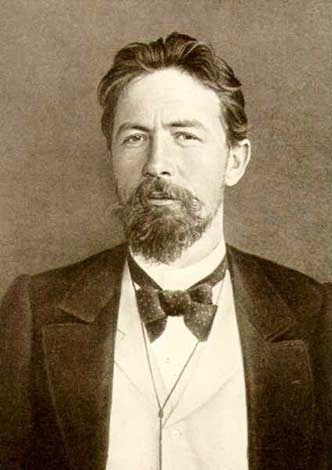
Anton Tschechow

Die Plappertasche, auch Plappertasche (russisch Длинный язык, Dlinny jasyk), ist eine Kurzgeschichte des russischen Schriftstellers Anton Tschechow, die am 27. September 1886 im Wochenblatt Oskolki erschien. Zu Lebzeiten des Autors wurde der Text ins Bulgarische, Deutsche, Finnische, Norwegische und Serbokroatische übersetzt. Die Übertragung ins Deutsche von Wladimir Czumikow erschien 1901 bei Diederichs in Leipzig.

## Inhalt
Die junge, schwatzhafte Natalja Michailowna, gerade aus Jalta zurück, berichtet dem daheimgebliebenen Ehemann Wassetschka von ihrem Krim-Aufenthalt. Zusammen mit ihrer Reisegefährtin Julia Petrowna, einer verheirateten Mutter zweier Kinder, hatte sie sich in Jalta ein preiswertes Zimmer genommen und mit dieser Dame von Jalta aus auch Ausflüge in die Berge unternommen.
Wassetschka, seines Zeichens Staatsrat, ist belesen. Er weiß, ohne tatarische Bergführer – angeblich tolle Don Juans – sind solche anspruchsvollen Exkursionen nicht zu machen. Natalja gibt hohe Ausflugskosten zu und wiegelt in einem Atemzug ab: Diese Tataren habe sie nur von ferne gesehn. Und ob nun Don Juan oder nicht, das hänge ganz von dem Frauenzimmer ab. Natalja habe sich als anständige Frau stets zurückgehalten, doch in Julias Fall möchte Natalja gar nicht zurückdenken, wie diese Dame sich ihrem Schwarm Mametkul an den Hals geworfen hatte. Auf einem dieser Ritte in die Berge, so plaudert Natalja munter, sei es Julia Petrowna speiübel geworden „und sie bittet, fleht mich und meinen Suleiman an“, rasch ihre Tropfen aus dem Jaltaer Zimmer zu holen.
Wassetschka, von Berufs wegen ein nüchtern denkender Beamter, kann die Antinomie „von ferne gesehn“ mit „mein Suleiman“ nicht überhören. Während des Berichts seiner Frau zieht er mit knappen Einwürfen die Harmlosigkeit der Beziehungen der beiden Urlaubsbekanntschaften Julia – Mametkul und Natalja – Suleiman auf seine schonend-behutsame Art in Zweifel. In die Defensive gedrängt, will Natalja ihre Reisegefährtin Julia Petrowna belasten und sich reinwaschen. In dem Bemühn rutscht ihr der Kurzbericht ihres harmlosen Tête-à-Tête mit Mametkul in jenem Jaltaer Zimmer heraus, das Julia mit einer unangebrachten Eifersuchtsszene empfindlich gestört hatte.
Wassetschka, der resümiert „Lustig habt ihr da gelebt“, weiß genug. Natalja schmollt und verstummt.

## Verfilmung
- 1998, Russland, VID-TV[5] und Tschechow-Kunsttheater Moskau: Tschechow und Company[6], Staffel 8 (russisch) von Sinowi Roisman[7], Dmitri Brusnikin[8] und Alexander Feklistow mit Jelena Proklowa als Natalja Michailowna und Jewgeni Kindinow[9] als deren Ehemann Wassetschka.

## Verwendete Ausgabe
- Gerhard Dick (Hrsg.), Wolf Düwel (Hrsg.): Anton Tschechow: Gesammelte Werke in Einzelbänden: Die Plappertasche. S. 578–582 in: Gerhard Dick (Hrsg.): Anton Tschechow: Vom Regen in die Traufe. Kurzgeschichten. Aus dem Russischen übersetzt von Ada Knipper und Gerhard Dick. Mit einem Vorwort von Wolf Düwel. 630 Seiten. Rütten & Loening, Berlin 1964 (1. Aufl.)[10]